# Humanoidní robot

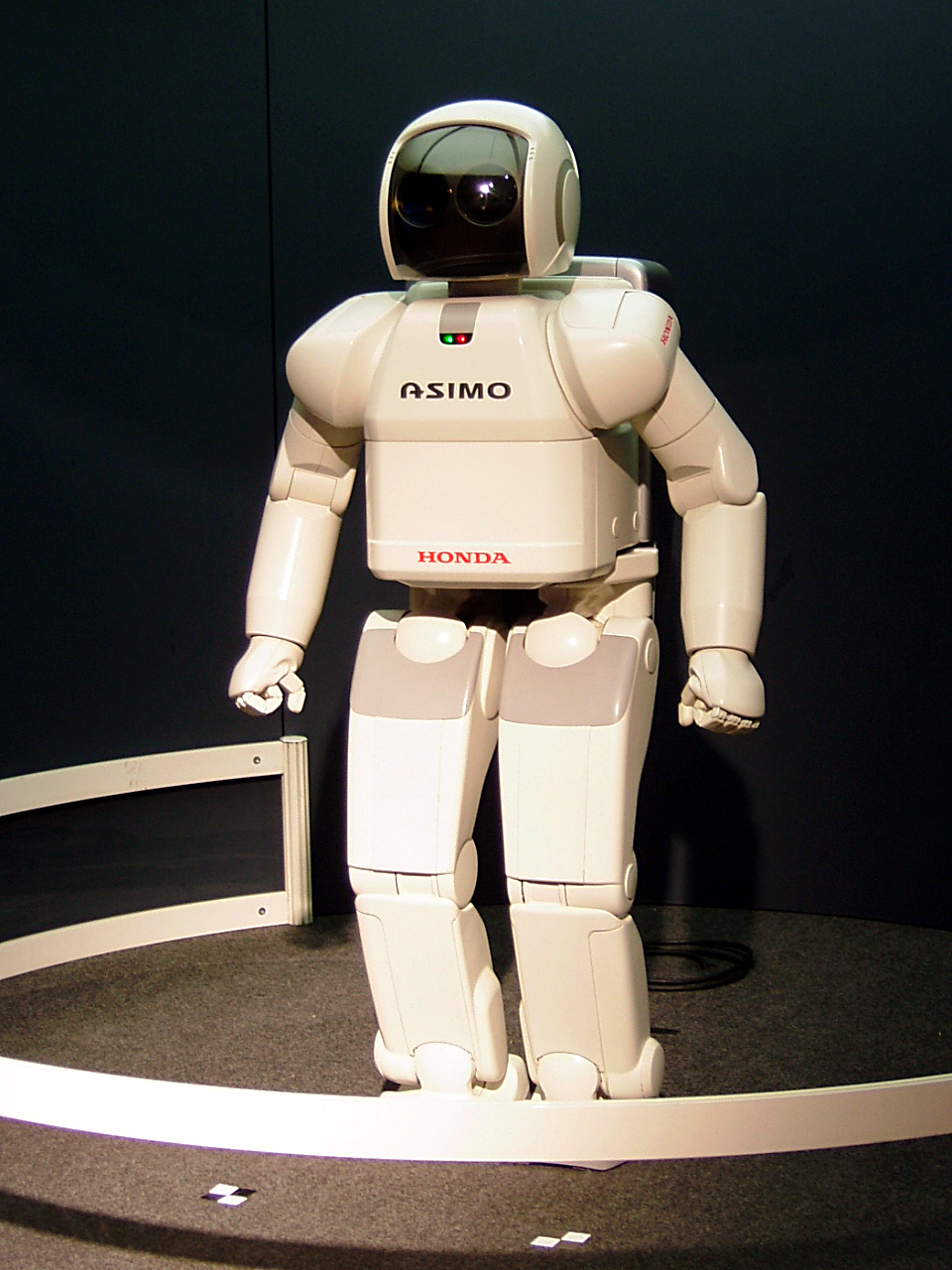
Robot - android Honda ASIMO

Humanoidní robot je robot, který svou konstrukcí a vnějším vzezřením připomíná člověka, má antropomorfní tvar. Pokud je podobnost k lidskému tělu zvlášť nápadná, nazývá se někdy android.
Robot má trup, horní i dolní končetiny a hlavu. Některé projekty se zaměřují pouze na určité detaily tvorby humanoidního robota, jako je například hlava, ruka, případně kráčející bipedální mechanismus s perspektivou vytvoření celého humanoida.
Projekty humanoidních robotů:
- Asimo
- Honda P1
- Honda P2
- Honda P3